# La Trompeta (Badalona)
La Trompeta «Periòdich semanal satírich, humorístic y serio, escrit en català y castellà», va ser una publicació setmanal de la ciutat de Badalona. Va sortir entre 1886 i 1887, escrit en català i castellà.
Setmanari de caràcter humorístic i satíric, de marcats tints progressistes. Es va publicar entre 1886 i 1887, al llarg de 38 números, sent el primer 9 d'octubre de 1886 i el darrer el 28 de maig de 1887. Els mateixos redactors es defineixen d'idees lliures, sense color polític i decidits a criticar amb total imparcialitat, defensors d'interessos generals o locals, i sense miraments amb ningú, cosa que els va comportar algun problema amb l'alcalde de Badalona, en aquell moment Francesc d'A. Guixeras. Al número 26 anunciaven el seu trasllat de seu a la ciutat de Barcelona, a causa de les disposicions de l'alcalde de les quals n'eren víctimes, i així evitaven la fiscalització per part de les autoritats del consistori badaloní.
Es consideren catalans i espanyols, no combregaven amb les idees dels que buscaven la independència de Catalunya. Entre els seus principals col·laboradors hi ha noms com Pau Rodon i Amigó, Pau Badia i Homs, Pere Renom i Riera o Ponç Serrat i Bruguera, entre d'altres. Val a dir que, d'acord amb els redactors, van mantenir una cordial relació amb totes les capçaleres de l'època, tret d'El Eco de Badalona, de Francesc Planas i Casals, setmanari situat en postures més conservadores, contra el qual totes les publicacions progressistes van reaccionar en un moment o altre.
La seva desaparició es va produir el maig de 1887, segons els redactors a causa d'haver de dedicar-se a les seves moltes ocupacions particulars, que no els permetien continuar amb el projecte, malgrat l'èxit que havien conreat en subscriptors, agraint també als badalonins la bona acollida que havien tingut. Una altra opinió sobre la desaparició l'exposa mossèn Gaietà Soler, que diu que el setmanari el «redacta per una colla de jovenets, massa joves per a dedicar-se a treballs periodístics» i que va desaparèixer a causa «d'una relliscada donada en els camins escabrosos de les personalitats». És cert que La Trompeta va polemitzar molt amb la cosa pública i les diverses personalitats de la ciutat, però l'opinió del sacerdot no és compartida, per exemple, per Enrique García Pons.